# 沈黙のSHINGEKI/進撃
『沈黙のSHINGEKI/進撃』（ちんもくのしんげき、英語: Gutshot Straight）は、2014年製作のアメリカ合衆国のアクション映画。

## あらすじ
ギャンブラーのジャック・ダニエルは、離婚した妻子に会うことができず、格闘ジムを経営しながら裏の仕事もするポーラインから借金もし、首が回らない状況のなか途方に暮れながらもヴェガスのカジノ通いをする日々。
ある日、カジノで知り合った富豪ダフィーに"金儲けの話がある"と誘われ彼の豪邸へ遊びに行き、口論から揉み合いになりダフィーを殺してしまう。
事故だと警察に電話しようとするジャックだったが、警察を呼んだら彼の仲間に殺されると怯えるダフィーの妻。仕方なく死体を隠すも、ダフィーの弟と名乗る男が探りを入れにやってくる。
身の危険を感じ、ポーラインに助けを求めるジャック。しかしポーラインはそこに恐るべき策略が隠されていることを知っていた。裏切り者は一体誰なのか。

## 登場人物
括弧内は日本語吹き替えキャスト
- ポーライン - スティーブン・セガール（大塚明夫）
- ジャック・ダニエル - ジョージ・イーズ（桐本拓哉）
- ダフィー - スティーヴン・ラング（有本欽隆）
- メイ - アナリン・マッコード（長尾明希）
- リアン - ティア・カレル
- カール - ヴィニー・ジョーンズ（間宮康弘）
- ルイス - テッド・レヴィン（石住昭彦）
- ジーナ - フィオナ・ドゥーリフ
- ステファニー - エルシー・フィッシャー（丸山有香）
- ニコ - ジョン・ルイス（藤巻大悟）
- フォレスト - ダニエル・アルデマ
- ピート - ジョン・ラッシング